# Шароновка
Шароновка — деревня в составе Карповского сельсовета в Уренском районе Нижегородской области.

## География
Находится на расстоянии примерно 19 километров по прямой на восток от районного центра города Урень.

## История
Основана в XVIII веке. В 1856 году учтено было хозяйств 11 и 85 жителей. Население было старообрядцами поморского толка. В советское время работал колхоз «Труженик». В 1956 году еще было 158 жителей.

## Население
Постоянное население составляло 21 человек (русские 95 %) в 2002 году, 11 в 2010.